# 奇希林區
奇希林區（烏克蘭語：Чигиринський район）是位於烏克蘭中部切爾卡瑟州的舊區，行政中心設於奇希林，並於2020年被撤銷。該區面積1,217平方公里，2015年人口27,267，人口密度每平方公里22.41人。
1. ↑  . Міністерство розвитку громад та територій України.   [2022-05-24]. （原始内容存档于2022-02-25） （乌克兰语）.